# 張志磊
張 志磊（ちょうしらい、チャン・ツィーレイ、中国語: 张志磊、英語: Zhang Zhilei、1983年5月2日 - ）は、中華人民共和国のプロボクサー。河南省周口市出身。元WBO世界ヘビー級暫定王者。

## 来歴

### アマチュア時代
2003年7月、タイのバンコクで開催された世界ボクシング選手権にスーパーヘビー級(91kg超)で出場するが1回戦で敗れた。
2005年、中華人民共和国の綿陽市で開催された世界選手権にスーパーヘビー級(91kg超)で出場するが2回戦でオドラニエル・ソリスに敗れた。
2007年11月、アメリカのシカゴで開催された世界ボクシング選手権にスーパーヘビー級(91kg超)で出場するが準決勝でビャチェスラフ・グラスコフに敗れ銅メダルを獲得した。
2008年8月、中華人民共和国の北京で開催されたオリンピックにスーパーヘビー級(91kg超)で出場し、準決勝でビャチェスラフ・グラスコフに勝利するも、決勝でロベルト・カンマレーレに敗れ銀メダルを獲得した。
2009年、イタリアのミラノで開催された世界選手権にスーパーヘビー級(91kg超)で出場するが準決勝で敗れ銅メダルを獲得した。
2012年8月、イギリスのロンドンで開催されたロンドンオリンピックにスーパーヘビー級(91kg超)で出場するが2回戦でアンソニー・ジョシュアに敗れた。

### プロ時代
2014年3月10日、ディノ・デュバ率いるダイナスティ・ボクシングと契約。同年6月26日、イベンダー・ホリフィールドをアドバイザーに迎えた。
2014年8月8日、31歳の時にプロデビュー。
2019年11月30日、モンテカルロのカジノ・デ・モンテカルロ内サル・メデシンでアンドレイ・ルデンコとWBOオリエンタルヘビー級タイトルマッチを行い、10回3-0（99–91、98–92、97–93）の判定勝ちを収めWBOオリエンタル王座の2度目の防衛に成功した。
2020年9月18日、エディー・ハーンのマッチルーム・スポーツ・USAと東アジアのボクサーとして初めて契約した。
2021年2月27日、マイアミのハードロック・スタジアムでサウル・アルバレス対アブニ・イルディリム戦の前座でジュリー・フォレストと対戦し、初回と2回に3回とダウンを奪うもその後急激に失速したことが響き10回0-1（93-95、93-93×2）の判定で引き分けた。試合後検査のため病院に直行すると、失速した原因が脱水症状と貧血だったことが判明し検査すると酵素の水準が高かった為再度検査した結果腎不全だったことが判明し、入院し治療を行った 。
2022年5月7日、ラスベガスのT-モバイル・アリーナで行われたサウル・アルバレス 対 ディミトリー・ビボル戦の前座でスコット・アレクサンダーとヘビー級10回戦を行い、左ストレート一撃となる初回1分54秒KO勝ちを収めた。なお当初はIBF世界ヘビー級3位のフィリップ・フルゴビッチとIBF世界ヘビー級挑戦者決定戦を行う予定であったが、父親が4月17日に急死していたフルゴビッチが試合の5日前となる同月2日に父の死のショックから急遽試合欠場を発表し、ノンタイトル戦に変更した上でアレクサンダーが代役出場した。
2022年8月20日、サウジアラビアのキング・アブドゥッラー・スポーツシティ敷地内にある1万人収容のキング・アブドゥッラー・スポーツシティ・アリーナにてオレクサンドル・ウシク 対 アンソニー・ジョシュア第2戦の前座でIBF世界ヘビー級3位のフィリップ・フルゴビッチと仕切り直しのIBF世界同級挑戦者決定戦を行うも、プロ初黒星となる12回0-3(113-115×2、113-114)判定負けを喫しオレクサンドル・ウシクへの挑戦権を獲得出来なかった。
2023年4月15日、ロンドンのカッパー・ボックスでWBO世界ヘビー級暫定王者ジョー・ジョイスとWBO暫定世界同級タイトルマッチを行い、6回1分23秒TKO勝ちを収めアジア人史上初の世界同級王座を獲得した。
2023年5月8日、ジョー・ジョイスが張志磊との試合の再戦条項を行使した。
2023年9月23日、ロンドンのウェンブリー・アリーナでジョー・ジョイスとダイレクトリマッチで再戦し、3回3分7秒KO勝ちで初防衛に成功した。
2024年3月8日、サウジアラビア・リヤドのキングダム・アリーナでアンソニー・ジョシュア対フランシス・ガヌーの前座でWBO世界ヘビー級3位のジョセフ・パーカーとWBO暫定世界同級タイトルマッチを行い、3・8回にダウンを奪うも、12回0-2（111-115、112-114、113-113）の判定負けを喫し暫定王座から陥落した。
2024年6月1日、サウジアラビア・リヤドのキングダム・アリーナで、マッチルーム・スポーツとクイーンズベリー・プロモーションズによる5対5の対抗戦の大将戦としてデオンテイ・ワイルダーと対戦し、5回1分51秒KO勝ちを収めた。本来はアルツール・ベテルビエフ対ディミトリー・ビボルの世界ライトヘビー級4団体王座統一戦の前座として行われる予定だったが、ベテルビエフの負傷で統一戦自体が延期されたためメインイベントに繰り上げられて行われた。
2025年2月22日、サウジアラビア・リヤドのANBアリーナにてアルツール・ベテルビエフ対ディミトリー・ビボル第二戦の前座でWBC世界ヘビー級1位のアギット・カバエルとWBC世界同級暫定王座決定戦を行い、6回2分29秒KO負けを喫し王座獲得に失敗した。

## 戦績
- プロボクシング：31戦 27勝（22KO）3敗 1分

| 戦           | 日付           | 勝敗 | 時間    | 内容    | 対戦相手                   | 国籍             | 備考                              |
| ------------ | -------------- | ---- | ------- | ------- | -------------------------- | ---------------- | --------------------------------- |
| 1            | 2014年8月8日   | ☆    | 1R 0:17 | TKO     | カーティス・リー・テイト   | アメリカ合衆国   | プロデビュー戦                    |
| 2            | 2015年1月17日  | ☆    | 1R 1:10 | TKO     | ペリー・フィリキンス       | アメリカ合衆国   |                                   |
| 3            | 2015年3月14日  | ☆    | 4R      | 判定3-0 | エリック・ジョージ         | アメリカ合衆国   |                                   |
| 4            | 2015年6月6日   | ☆    | 4R      | 判定3-0 | グレン・トーマス           | アメリカ合衆国   |                                   |
| 5            | 2015年8月15日  | ☆    | 6R 0:56 | TKO     | デニス・ベンソン           | アメリカ合衆国   |                                   |
| 6            | 2015年11月21日 | ☆    | 4R      | 判定3-0 | フアン・グード             | アメリカ合衆国   |                                   |
| 7            | 2016年2月20日  | ☆    | 1R 0:37 | TKO     | デビット・コスワラ         | インドネシア     |                                   |
| 8            | 2016年3月26日  | ☆    | 3R 2:14 | TKO     | タイリー・オルティス       | アメリカ合衆国   |                                   |
| 9            | 2016年5月13日  | ☆    | 1R 2:27 | TKO     | ジョン・オー               | アメリカ合衆国   |                                   |
| 10           | 2016年6月11日  | ☆    | 2R 0:41 | TKO     | テレル・ジャマル・ウッズ   | アメリカ合衆国   |                                   |
| 11           | 2016年7月22日  | ☆    | 6R      | 判定3-0 | ロドニー・ヘルナンデス     | アメリカ合衆国   |                                   |
| 12           | 2016年9月30日  | ☆    | 1R 1:17 | TKO     | ゴギタ・ゴルギラゼ         | ジョージア       |                                   |
| 13           | 2016年12月10日 | ☆    | 2R 1:50 | TKO     | ガレン・ブラウン           | アメリカ合衆国   |                                   |
| 14           | 2017年1月21日  | ☆    | 1R 2:58 | KO      | ピーター・グラハム         | オーストラリア   | WBOオリエンタルヘビー級王座決定戦 |
| 15           | 2017年4月29日  | ☆    | 1R 2:03 | KO      | マーク・ブラウン           | アメリカ合衆国   |                                   |
| 16           | 2017年5月26日  | ☆    | 1R 2:34 | TKO     | カーティス・ハーパー       | アメリカ合衆国   |                                   |
| 17           | 2017年8月5日   | ☆    | 1R 2:43 | TKO     | ニック・ギバス             | アメリカ合衆国   |                                   |
| 18           | 2017年9月23日  | ☆    | 1R 2:30 | TKO     | バイロン・ポリー           | アメリカ合衆国   |                                   |
| 19           | 2018年7月20日  | ☆    | 1R 1:03 | KO      | ユーゲン・ブッフミューラー | ドイツ           |                                   |
| 20           | 2018年9月28日  | ☆    | 3R 1:48 | TKO     | ドン・ヘインズワース       | アメリカ合衆国   | WBOオリエンタル防衛1              |
| 21           | 2019年11月30日 | ☆    | 10R     | 判定3-0 | アンドリー・ルデンコ       | ウクライナ       | WBOオリエンタル防衛2              |
| 22           | 2020年11月7日  | ☆    | 4R 0:49 | KO      | デビン・バルガス           | アメリカ合衆国   |                                   |
| 23           | 2021年2月27日  | △    | 10R     | 判定0-1 | ジェリー・フォレスト       | アメリカ合衆国   |                                   |
| 24           | 2021年11月27日 | ☆    | 2R 2:10 | TKO     | クレイグ・ルイス           | アメリカ合衆国   |                                   |
| 25           | 2022年5月7日   | ☆    | 1R 1:54 | KO      | スコット・アレクサンダー   | アメリカ合衆国   |                                   |
| 26           | 2022年8月20日  | ★    | 12R     | 判定0-3 | フィリップ・フルゴビッチ   | クロアチア       | IBF世界ヘビー級挑戦者決定戦       |
| 27           | 2023年4月15日  | ☆    | 6R 1:23 | TKO     | ジョー・ジョイス           | イギリス         | WBO暫定世界ヘビー級タイトルマッチ |
| 28           | 2023年9月23日  | ☆    | 3R 3:07 | KO      | ジョー・ジョイス           | イギリス         | WBO暫定防衛1                      |
| 29           | 2024年3月8日   | ★    | 12R     | 判定0-2 | ジョセフ・パーカー         | ニュージーランド | WBO暫定陥落                       |
| 30           | 2024年6月1日   | ☆    | 5R 1:51 | KO      | デオンテイ・ワイルダー     | アメリカ合衆国   | ヘビー級12回戦                    |
| 31           | 2025年2月22日  | ★    | 6R 2:29 | KO      | アギット・カバエル         | ドイツ           | WBC世界ヘビー級暫定王座決定戦     |
| テンプレート |                |      |         |         |                            |                  |                                   |

## 獲得タイトル
- WBOオリエンタルヘビー級王座
- WBO世界ヘビー級暫定王座(防衛1)